# Masami Kurumada
Masami Kurumada (車田正美, Kurumada Masami) (Tòquio, 6 de desembre de 1953) és un autor de còmics japonés, creador de la sèrie Saint Seiya Ring ni Kakero i B't X.
Nascut el 1953 a l'illa de Tsukishima (del municipi de Chūō, a l'àrea metropolitana de Tòquio), fill pobil, en la seua infància llegia obres amprades dels kashi-bon i còmics com Tetsuwan Atom, Ultra Q o Shōnen Jetto: als quinze anys, durant l'ensenyament secundari, la lectura del manga Otoko Ippiki Gaki Daisho d'Hiroshi Motomiya l'animà a fer-se mangaka; dibuixant autodidacte, l'any 1970 es presentà al concurs Young Jump, organitzat per la revista Shūkan Shōnen Jump i, encara que no guanyà, en anar a l'editorial li oferiren treballar com a aprenent. El 1971 debutà com a assistent de Ko Inoue per a la sèrie Samurai Giants, alhora que treballava a temps parcial embolicant regals i pensava publicar una sèrie pròpia sota pseudònim, ja que Masami és un prenom ambigu.
Als vint anys Masami publicà el seu primer manga, Sukeban Arashi en el número 33 de la Shōnen Jump (1974), protagonitzat per una adolescent que s'enfronta a diferents agressors i recopilada en dos volums tankōbon abans que fóra suspesa per la crisi del petroli; el 1977 començà la sèrie Ring ni kakero sobre un boxejador, Ryuji Takane, publicada amb èxit durant sis anys fins 1983 i recopilada en vint-i-cinc volums. Abans de crear Saint Seiya, el 1982 publicà Fūma no Kojiro, una sèrie que no pogué acabar com volia perquè tingué de cuidar a son pare, ingressat en un hospital, després de la mort del qual no vulgué seguir dibuixant.
Finalment, a partir de 1985 assolí l'èxit mundial amb Saint Seiya, amb la qual crea el subgènere de cavallers amb armadura: encara que al principi Kurumada no tenia pensat l'argument i tancava cada capítol com si fóra l'últim, la recepció de la sèrie fon tan gran que, als deu mesos de la publicació ja es projectà l'adaptació a l'anime per Toei, de la qual s'emeteren cent catorze capítols i fon cancel·lada abans de completar els vint-i-cinc volums del manga, del qual quedà per adaptar l'últim arc argumental.
L'any 2017, Masami anuncià en una entrevista en Weekly Shonen Champion d'Akita Shoten que preparava un projecte nou que sorprendria tothom; mentrestant, es preparava una pel·lícula d'acció real de Saint Seiya.

## Característiques de les obres
El seu estil ha sigut considerat èpic sobre paper. L'autor en les seues obres tracta de transmetre el valor que diu "Si eres un home has de viure com a tal. Si soles eres un nen, has de fer lo propi".
Sol ser que els personatges dels còmics de Kurumada tinguen noms que els condicionen.

## Obres destacables
- Sukeban Arashi (Shonen Jump, 1975)
- Ring ni Kakero
- 'Otoko Zaka
- Fuma no Kojiro
- Saint Seiya (1986-1991)
- B't X (1995)[1]